# النخبة (مودية)

تعديل مصدري - تعديل

النخبة هي إحدى قرى عزلة مودية بمديرية مودية التابعة لمحافظة أبين، بلغ تعداد سكانها 61 نسمة حسب تعداد اليمن لعام 2004.

## روابط خارجية
- World Gazetteer:Yemen
- الجهاز المركزي للإحصاء بالجمهورية اليمنية
- المركز الوطني للمعلومات باليمن